# Técnicas de modificación ambiental
Las técnicas de modificación ambiental son - de acuerdo a la definición elaborada por Naciones Unidas - todas aquellas que tienen por objeto alterar - mediante la manipulación deliberada de los procesos naturales Carro de combate- la dinámica, la composición o estructura de la Tierra, incluida su biótica, su litosfera, su hidrosfera y su atmósfera, o del espacio exterior.
La comunidad internacional ha manifestado su preocupación por la utilización de este tipo de tecnología con fines militares desde 1976, año que en que la Conferencia del Comité de Desarme evacuó un informe a la Asamblea General de Naciones Unidas recomendando la aprobación de un texto de un proyecto de convención sobre la prohibición de utilizar técnicas de modificación ambiental con fines militares u otros fines hostiles. Hasta la fecha, 73 Estados son parte del mismo.
En 1998, la Unión Europea emitió la resolución A4-0005/99 sobre Medio Ambiente, Seguridad y Política Exterior. En ella señaló que, pese a los convenios internacionales vigentes, la investigación militar sigue basándose en la manipulación ambiental como arma, ejemplificando con el Proyecto HAARP llevado a cabo por Estados Unidos en Alaska.